# Greenville (Maine)
Greenville és una població dels Estats Units a l'estat de Maine (EUA). Segons el cens del 2000 tenia 1.623 habitants.

## Demografia
Segons el cens del 2000, Greenville tenia 1.623 habitants, 731 habitatges, i 437 famílies. La densitat de població era de 14,7 habitants/km².
Dels 731 habitatges en un 29,5% hi vivien nens de menys de 18 anys, en un 48,6% hi vivien parelles casades, en un 8,1% dones solteres, i en un 40,1% no eren unitats familiars. En el 34,9% dels habitatges hi vivien persones soles el 20,5% de les quals corresponia a persones de 65 anys o més que vivien soles. El nombre mitjà de persones vivint en cada habitatge era de 2,19 i el nombre mitjà de persones que vivien en cada família era de 2,82.
Per edats la població es repartia de la següent manera: un 24% tenia menys de 18 anys, un 4% entre 18 i 24, un 25,1% entre 25 i 44, un 26,7% de 45 a 60 i un 20,1% 65 anys o més.
L'edat mediana era de 43 anys. Per cada 100 dones de 18 o més anys hi havia 89,4 homes.
La renda mediana per habitatge era de 30.365 $ i la renda mediana per família de 36.694 $. Els homes tenien una renda mediana de 27.955 $ mentre que les dones 19.712 $. La renda per capita de la població era de 16.638 $. Entorn del 8,9% de les famílies i el 12,9% de la població estaven per davall del llindar de pobresa.